# Maria Píssareva
Maria Píssareva   (19 d'abril de 1933 - 11 de desembre de 2023) va ser una atleta russa especialista en salt d'alçada que va competir sota bandera de la Unió Soviètica durant la dècada del 1950.
El 1956 va prendre part en els Jocs Olímpics d'Estiu de Melbourne, on va guanyar la medalla de plata en la prova del salt d'alçada del programa d'atletisme. Compartí la medalla amb Thelma Hopkins.
En el seu palmarès també destaca el campionat nacional soviètic de 1956. Posteriorment es casà amb el també atleta Oto Grigalka.

## Millors marques
- Salt d'alçada. 1,70 metres (1956)[1][3]